# Öner Kılıç
Öner Kılıç (Kars, 15 maggio 1954) è un ex calciatore turco, di ruolo attaccante.

## Carriera
A 23 anni arriva alla prima squadra del Galatasaray, società nella quale rimane fino al 1984. Passato al Denizlispor, coi quali rischia la retrocessione in seconda divisione, nella stagione seguente Kılıç approda al Kayserispor dove non riesce a salvare la società dalla retrocessione. Nel 1986, ritornato ad Istanbul, sponda giallorossa, conquista il suo primo titolo turco, decidendo di concludere la carriera professionistica.
Nel 1977 esordisce nella Nazionale turca e a 26 anni gioca la sua seconda e ultima partita.

## Palmarès

### Calciatore
- Süper Lig: 1

Galatasaray: 1986-1987
- Türkiye Kupası: 1

Galatasaray: 1981-1982
- Türkiye Süper Kupası: 1

Galatasaray: 1984
- Coppa del Cancelliere: 1

Galatasaray: 1978-1979
- Coppa TSYD: 2

Galatasaray: 1977, 1981